# ナイトスイム
『ナイトスイム』（Night Swim）は、2024年のアメリカ合衆国のホラー映画。監督はブライス・マクガイア、出演はワイアット・ラッセルとケリー・コンドンなど。忌まわしい過去の因縁があるプールの付いた邸宅を購入した一家が見舞われる恐怖体験を描いている。マクガイアとロッド・ブラックハーストが2014年に発表した同名の短編映画を長編映画化した作品。

## ストーリー
1992年。郊外の家に住む幼い娘のレベッカが、裏庭の大きなプールで溺死した。彼女は、重病で寝込みがちな兄が失くしたオモチャのボートを拾おうとして、水中に潜む何者かに引きずりこまれ、消え失せたのだ。
15〜6年が経過し、売りに出ていたこの家がひどく気に入り、購入するレイ・ウォラー。彼はメジャーリーガーだが難病に侵され、復帰を目指して治療とリハビリのための家を探していた。家族と共に転居し、プールの清掃をするレイ。長く使われていなかったプールに水が満ちていたのは、このプールの底から源泉が湧き、水を供給する穴が開いているためだった。
夜にプールで泳ぎ、照明が消えたり、夫の幻を見て怖い思いをする妻のイヴ。翌朝には飼い猫が姿を消し、首輪だけがプールに浮いていた。だが、每日プールで泳ぐレイは医者も驚くほど劇的に回復し、プールに熱中していった。
一人でプールにいる時に、少女の声を聞く息子のエリオット。少女はレベッカ・サマーズと名乗り、母親を探していると訴えた。姉娘のイジーは、両親が留守にした夜に、こっそりボーイフレンドとプールでデートし、水中で醜い怪物に襲われた。だが、恐怖体験を両親に打ち明けられないイジー。父親のドラフトで転校ばかりして来たイジーは、引っ越しにウンザリし、父を元気にするプールが「救い」か「呪い」かも迷っていたのだ。
心身ともに虚弱で友達を作るのも苦手なエリオットのために、少年野球チームや御近所を招いてプールパーティーを開くレイの一家。その席で、過去にこのプールで死んだ少女の話を聞くイヴ。少女の名は、息子が聞いたというレベッカ・サマーズだった。
パーティーの最中に野球チームの少年を肩車したまま水中に沈み、少年を溺れさせかけるレイ。警察沙汰は免れたが、プールがおかしいというイヴの言葉をレイは全く聞き入れない。夫の人格が変わったことに恐怖し、家の歴史を調べて、過去の歴代の住人が次々と消えてきた事実を知るイヴ。
レベッカ・サマーズの家族を探し出し、訪ねるイヴ。年老いたレベッカの母親は豪邸に住み、出世した息子の功績だと誇らしげに語った。当初は娘の存在すら否定した母親から、プールの秘密を聞き出すイヴ。
まだ家もプールも無く、森林地帯だった頃、あの土地には願いを叶える泉があったと話すレベッカの母親。彼女が「テマガミ」と呼ぶ深い水は願いと引き換えに代償を求めた。母親は重病の息子の回復を願い、レベッカの命を差し出したのだ。今後も願い事のある誰かが、次々とあのプールの家を見つけ、引き寄せられて犠牲を捧げると不気味に笑う母親。
イヴが帰宅する前に、飼い猫の鳴き声でプールにおびき出され、転落するエリオット。悪霊と化したレイに阻止されて、弟を助けられないイジー。イヴも帰宅し、プールの底で溺れたエリオットを見つけたが、亡者たちの妨害で浮上できない。しかし、レベッカの霊の導きでイヴとエリオットはプールから脱出した。
間一髪で正気を取り戻すレイ。家族揃って逃げようとするイヴ。だが、プールは犠牲と定めたエリオットを逃さなかった。苦しむ息子を見て、自らプールに飛び込み、身代わりとして邪悪な黒い水の中に消えるレイ。犠牲を得て水は鎮まった。残されたイヴと子供たちは、二度とこの家が他人を引き寄せないよう住み続け、ショベルカーを雇ってプールを埋めた。

## キャスト
| 役名                 | 俳優                    | 日本語吹替 |
| -------------------- | ----------------------- | ---------- |
| レイ・ウォラー       | ワイアット・ラッセル    | 鈴木達央   |
| イヴ・ウォラー       | ケリー・コンドン        | 清水はる香 |
| イジー・ウォラー     | アメリ・フォーファーレ  | 渡谷美帆   |
| エリオット・ウォラー | ギャヴィン・ウォーレン  | 冨尾光里   |
| ルーシー・サマーズ   | ジョディ・ロング        | 森夏姫     |
| ケイ                 | ナンシー・レネハン      | 阿部彬名   |
| ローニン             | イライジャ・J・ロバーツ | 福西勝也   |
| レベッカ・サマーズ   | アヤジャン              | 金子睦     |
| ケイ                 | ナンシー･レネハン       | 阿部彬名   |
| 男の子               |                         | 廣田悠美   |
| コーチ               | エディ・マルティネス    | 前田雄     |
| エンジェル           | エリー・アライザ        | 野首南帆子 |
| トミーの看護師       | エレノア・スレット      | 夕城千佳   |
| シュリダール医師     | ラーヌマ・パンサキー    | 内海祐紀   |
| 帽子の女の子         |                         | 渡辺明佳   |
| 業者の男性           |                         | 田中進太郎 |
| タイ                 | アイヴァン・ウタッパ    | 三日尻望   |
| 友達②                |                         | 馬場蘭子   |
| トミー・サマーズ     | ジョジア・ラゴノイ      | 中野さいま |
| 野球解説者①          |                         | 金城慶     |

- 日本語吹替版スタッフ
翻訳：中嶋慈、演出：岩田敦彦、制作：IMAGICAエンタテインメントメディアサービス

## 製作・音楽
2023年1月10日、ワイアット・ラッセルとケリー・コンドンが本作に出演することになったと報じられた。4月19日、本作の主要キャストが発表された。11月27日、マーク・コーヴェンが本作で使用される楽曲を手掛けるとの報道があった。2024年1月5日、バック・ロット・ミュージックが本作のサウンドトラックを発売した。

## 公開・マーケティング・興行収入
当初、本作は2024年1月19日に全米公開される予定だったが、後に公開日は2024年1月5日に前倒しされた。
2023年10月6日、本作のオフィシャル・トレイラーが公開された。2024年1月5日、本作は全米3250館で封切られ、公開初週末に1179万ドルを稼ぎ出し、週末興行収入ランキング初登場2位となった。

## 評価
本作に対する批評家の評価は芳しいものではない。映画批評集積サイトのRotten Tomatoesには173件のレビューがあり、批評家支持率は20%、平均点は10点満点で4.3点となっている。サイト側による批評家の見解の要約は「冒頭は面白そうだなと思えるし、しっかり怖がらせてくれるシーンもいくつかある。しかし、『ナイトスイム』の設定には長編映画を支えるだけの力がなく、全体としては未完成とも言うべき出来になってしまった。」となっている。また、Metacriticには32件のレビューがあり、43/100となっている。なお、本作のCinemaScoreはCとなっている。